# Szeflera

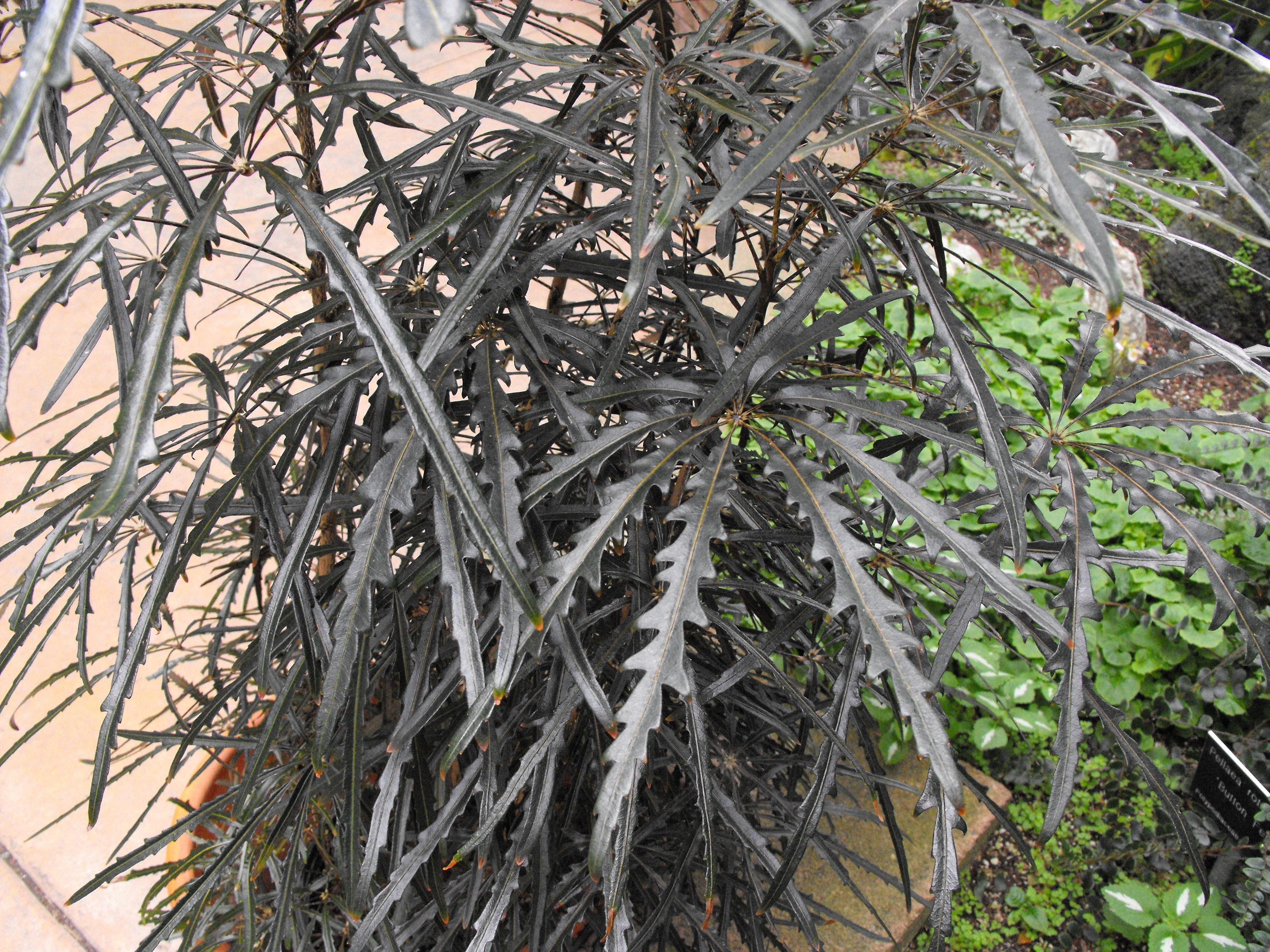
Szeflera najwytworniejsza

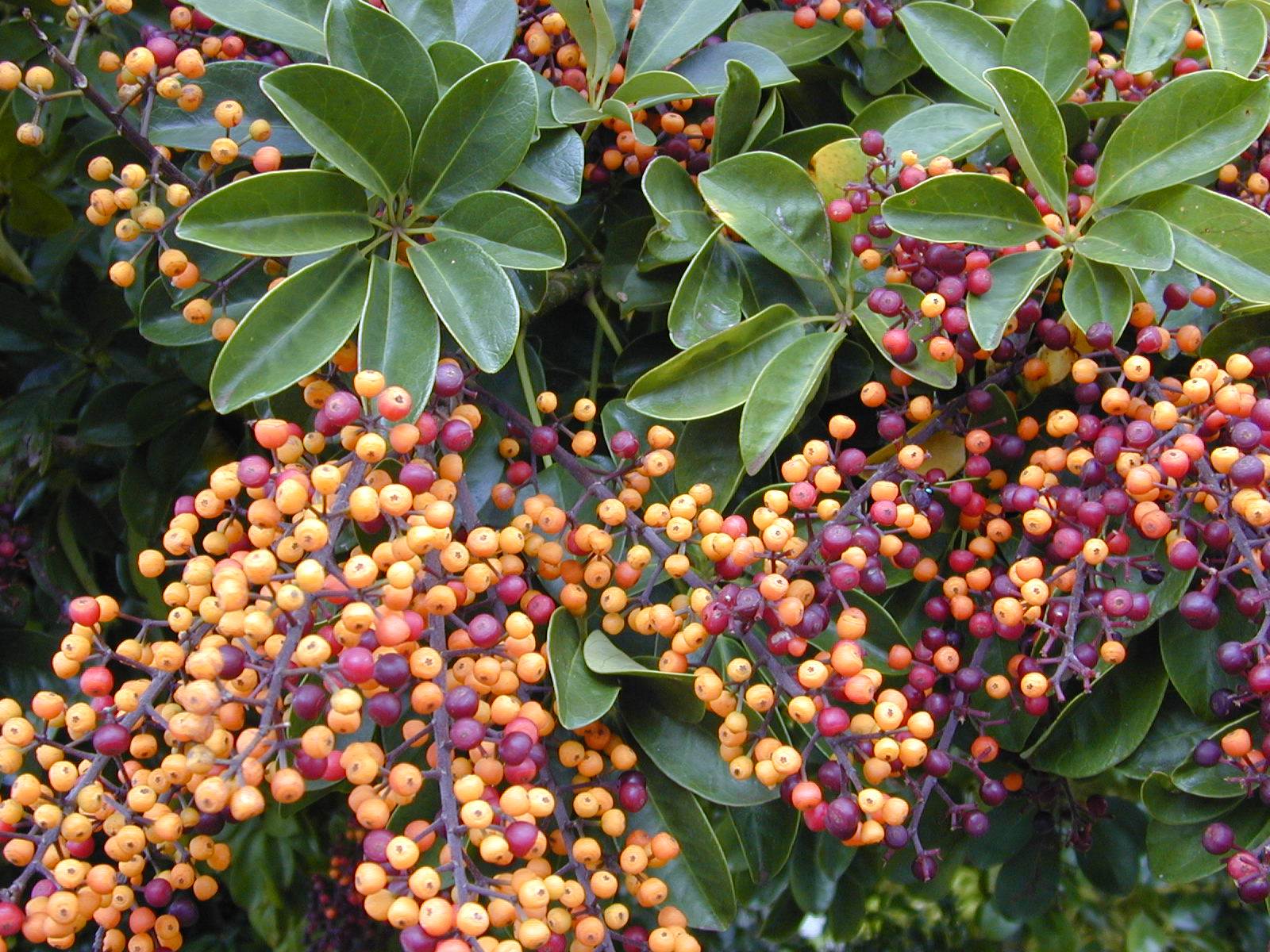
Owocująca Schefflera arboricola

Szeflera (Schefflera) – rodzaj roślin z rodziny araliowatych (Araliaceae). W tradycyjnym, szerokim ujęciu jest to takson polifiletyczny liczący ok. 900–1100 gatunków występujących na większości obszarów kuli ziemskiej o tropikalnym i subtropikalnym klimacie. W obrębie rodzaju wyróżnianych jest wiele grup, którym nadawane są różne rangi systematyczne – od podgatunków po osobne rodzaje.

## Morfologia
Małe drzewa, krzewy i płożące się pnącza, wiele gatunków jest epifitami. Liście złożone dłoniasto, o listkach tej samej wielkości. Kwiaty drobne, zebrane z kwiatostany, zazwyczaj są to wzniesione kłosy. Owocami są drobne, mięsiste jagody.

## Systematyka
Pozycja systematyczna
Rodzaj należy do podrodziny Aralioideae z rodziny araliowatych (Araliaceae). Ujęcie systematyczne rodzaju jest wciąż nieustalone i bardzo zróżnicowane. W szerokim, tradycyjnym ujęciu jest to takson polifiletyczny liczący ok. 900–1100 gatunków. Po wyłączeniu części rodzajów (np. Plerandra z Nowej Gwinei), wciąż zaliczanych jest tu ok. 550 gatunków o zasięgu pantropikalnym. W ujęciu Plants of the World Online należą tu 202 gatunki z Azji Południowo-Wschodniej, Nowej Zelandii i Ameryki Południowej. Jako osobne rodzaje poza ww. wyróżniane są: Astropanax, Crepinella, Didymopanax, Heptapleurum, Sciodaphyllum. W bardzo wąskim ujęciu do rodzaju zaliczanych jest tylko 8 gatunków występujących w Nowej Zelandii (tam rośnie gatunek typowy rodzaju – S. digitata) i na innych wyspach Oceanii.
Wykaz gatunków

## Zastosowanie
W krajach o ciepłym klimacie niektóre gatunki są uprawiane jako rośliny ogrodowe. W warunkach Europy Środkowej, w tym w Polsce, uprawiane są jako rośliny pokojowe, głównie szeflera najwytworniejsza.